# Elezioni governatoriali negli Stati Uniti d'America del 2024
Le elezioni governatoriali negli Stati Uniti d'America si sono tenute il 5 novembre 2024 per eleggere 11 Governatori in 11 stati e 2 Territori non incorporati. Le precedenti elezioni governatoriali per gli stati coinvolti (Delaware, Indiana, Missouri, Montana, New Hampshire, Carolina del Nord, Dakota del Nord, Utah, Vermont, Washington, e Virginia Occidentale) si sono tenute nel 2020, tranne nei 2 stati di New Hampshire e Vermont, i quali eleggono il Governatore ogni 2 anni (hanno quindi preso parte anche alle elezioni governatoriali del 2022). 
Le elezioni governatoriali si sono svolte in concomitanza con le elezioni presidenziali e le elezioni per il Congresso, tutte parte delle elezioni negli Stati Uniti del 2024.

## Risultati
| Stato                | Governatore uscente | Governatore uscente       | Democratici                | Repubblicani                                                                                          | Altri                                                                              | Governatore eletto | Governatore eletto   |
| -------------------- | ------------------- | ------------------------- | -------------------------- | --- | ---------------------------------------------------------------------------------- | ------------------ | -------------------- |
| Carolina del Nord    |                     | Roy Cooper (D)            | Josh Stein - 54,8%         | Mark Robinson - 40,2%                                                                                 | Mike Ross (L) - 3,1% Vinny Smith (C) - 1,0% Wayne Turner (V) - 0,9%                |                    | Josh Stein (D)       |
| Dakota del Nord      |                     | Doug Burgum (R)           | Merrill Piepkorn - 26,0%   | Kelly Armstrong - 68,4%                                                                               | Μichael Coachman (I) - 5,6%                                                        |                    | Kelly Armstrong (R)  |
| Delaware             |                     | John Carney (D)           | Matt Meyer - 56,1%         | Mike Ramone - 43,9%                                                                                   |                                                                                    |                    | Matt Meyer (D)       |
| Indiana              |                     | Eric Holcomb (R)          | Jennifer McCormick - 41,0% | Mike Braun - 54,5%                                                                                    | Donald Rainwater (L) - 4,5%                                                        |                    | Mike Braun (R)       |
| Missouri             | Mike Parson (R)     | Crystal Quade - 38,7%     | Mike Kehoe - 59,2%         | Bill Slantz (L) - 1,4% Paul Lehmann (V) - 0,8%                                                        | Mike Kehoe (R)                                                                     |                    |                      |
| Montana              | Greg Gianforte (R)  | Ryan Busse - 38,5%        | Greg Gianforte - 59,0%     | Kaiser Leib (L) - 2,5%                                                                                | Greg Gianforte (R)                                                                 |                    |                      |
| New Hampshire        | Chris Sununu (R)    | Joyce Craig - 44,3%       | Kelly Ayotte - 53,6%       | Stephen Villee (L) - 2,1%                                                                             | Kelly Ayotte (R)                                                                   |                    |                      |
| Utah                 | Spencer Cox (R)     | Brian King - 30,5%        | Spencer Cox - 55,8%        | Phil Lyman (Write-in) - 8,9% Robert Latham (L) - 2,7% Tommy Williams (I) - 1,8% Tom Tomeny (I) - 0,4% | Spencer Cox (R)                                                                    |                    |                      |
| Vermont              | Phil Scott (R)      | Esther Charlestin - 21,8% | Phil Scott - 73,4%         | Kevin Hoyt (I) - 2,6% June Goodband - 1,2% Eli Mutino (I) - 0,7%                                      | Phil Scott (R)                                                                     |                    |                      |
| Washington           |                     | Jay Inslee (D)            | Bob Ferguson - 56,2%       | Dave Reichert - 43,8%                                                                                 |                                                                                    |                    | Bob Ferguson (D)     |
| Virginia Occidentale |                     | Jim Justice (R)           | Steve Williams - 31,5%     | Patrick Morrisey - 62,1%                                                                              | Erika Kolenich (L) - 2,9% Marshall Wilson (V) - 2,2% Chase Linko-Looper (M) - 1,3% |                    | Patrick Morrisey (R) |

La tabella indica i governatori uscenti dei rispettivi stati:
- I governatori repubblicani uscenti che si ricandidano alla carica sono Gianforte per non aver ancora raggiunto il limite di 2 mandati, mentre Cox e Scott per non essere soggetti ad alcun limite di mandato nei propri stati di governo
- I governatori uscenti sempre repubblicani che non si ricandidano per un mandato aggiuntivo sono Holcomb, Parson e Justice per aver raggiunto il limite di 2 mandati come da legge vigente nei propri stati, mentre Chris Sununu e Doug Burgum hanno deciso di non concorrere per un mandato aggiuntivo, pur potendo farlo.
- L'azzurro indica i governatori democratici uscenti che non si ricandidano per un mandato aggiuntivo (Cooper e Carney per aver raggiunto il limite di 2 mandati come da legge vigente nei propri stati, mentre Inslee ha deciso di non concorrere per un quarto mandato.

La mappa indica invece la situazione politica negli Stati nel periodo precedente alle elezioni: i criteri con cui gli Stati sono colorati fanno riferimento all'elenco sopracitato.

## Sondaggi elettorali
Diversi istituti di sondaggistica hanno ricostruito l'ipotetica tendenza degli Stati coinvolti a votare per i candidati presenti: i fattori implicano la popolarità dell'uscente, la polarizzazione dello Stato in questione.
I parametri di assegnazione sono 4:
Pareggio: non è possibile determinare un vantaggio effettivo tra i 2 candidati.
Tendente: uno dei 2 candidati ha un vantaggio minimo sul contendente.
Probabile: Vantaggio significativo, ma non tale da fornire una sicurezza di vittoria completa.
Sicuro/solido: Probabilità di vittoria molto alta (Solido) o quasi certa (Sicuro).
| Stato                | Indice di orientamento statale (PVI) | Governatore uscente | Ultime elezioni | Cook (15 ottobre 2024) | Inside Elections (26 settembre 2024) | Sabato (4 ottobre 2024) | RealClearPolitics (1 ottobre 2024) | Decision Desk (19 settembre 2024) | CNalysis (1 novembre 2024) |
| -------------------- | ------------------------------------ | ------------------- | --------------- | ---------------------- | ------------------------------------ | ----------------------- | ---------------------------------- | --------------------------------- | -------------------------- |
| Carolina del Nord    | R+3                                  | Roy Cooper (D)      | 51,5% D         | Probabile D            | Probabile D                          | Probabile D             | Probabile D                        | Sicuro D                          | Solido D                   |
| Dakota del Nord      | R+20                                 | Doug Burgum (R)     | 65,8% R         | Solido R               | Solido R                             | Sicuro R                | Solido R                           | Sicuro R                          | Sicuro R                   |
| Delaware             | D+7                                  | John Carney (D)     | 59,5% D         | Solido D               | Solido D                             | Sicuro D                | Solido D                           | Sicuro D                          | Solido D                   |
| Indiana              | R+11                                 | Eric Holcomb (R)    | 56,5% R         | Probabile R            | Probabile R                          | Probabile R             | Probabile R                        | Sicuro R                          | Probabile R                |
| Missouri             | R+10                                 | Mike Parson (R)     | 57,1% R         | Solido R               | Solido R                             | Sicuro R                | Probabile R                        | Sicuro R                          | Sicuro R                   |
| Montana              | R+11                                 | Greg Gianforte (R)  | 54,4% R         | Solido R               | Solido R                             | Sicuro R                | Probabile R                        | Sicuro R                          | Sicuro R                   |
| New Hampshire        | D+1                                  | Chris Sununu (R)    | 57,0% R         | Pareggio               | Pareggio                             | Pareggio                | Pareggio                           | Pareggio                          | Tendente R                 |
| Utah                 | R+13                                 | Spencer Cox (R)     | 63,0% R         | Solido R               | Solido R                             | Sicuro R                | Solido R                           | Sicuro R                          | Sicuro R                   |
| Vermont              | D+16                                 | Phil Scott (R)      | 69,2% R         | Solido R               | Solido R                             | Sicuro R                | Solido R                           | Sicuro R                          | Sicuro R                   |
| Washington           | D+8                                  | Jay Inslee (D)      | 56,6% D         | Probabile D            | Probabile D                          | Probabile D             | Probabile D                        | Sicuro D                          | Solido D                   |
| Virginia Occidentale | R+22                                 | Jim Justice (R)     | 63,5% R         | Solido R               | Solido R                             | Sicuro R                | Solido R                           | Sicuro R                          | Solido R                   |